# Gomphus vulgatissimus

Gomphus vulgatissimus (Charpentier, 1825) je vrsta iz familije Gomphidae. Srpski naziv ove vrste je Obični razroki konjić.

## Opis vrste
Na telu ove vrste preovladava crna boja s jednom žutom, uzdužnom linijom koja se ne prostire preko poslednja tri telesna segmenta. Grudi su žute s tankim, crnim crticama, dok su im oči zelene. Žuta boja trbuha i grudi ne mora biti čisto žuta nego može biti i zelenkasta. Krila su providna s tamnom pterostigmom. Slična je srodnoj vrsti Gomphus flavipes, ali ih razlikuju boja očiju i žuta linija na telu, koja kod pomenute vrste ide do kraja trbuha. Prolećna je vrsta i jedna je od prvih koju možemo sresti kraj reka i potoka.

## Stanište
Naseljava potoke i reke bržeg toka u brdskim predelima, sa šljunkovitim ili kamenitim dnom i s peskovitim delovima koji pogoduju njihovim larvama.

## Životni ciklus
Nakon parenja ženke same polažu jaja. Razviće larvi se odvija u tekućim vodama, najčešće manjim rekama i potocima. Nakon izleganja egzuvije ostavljaju na kamenju uz obalu vodotokova.

## Sezona letenja
Sezona letenja traje od aprila do juna.

## Spoljašnje veze
- „Gomphus vulgatissimus”. British Dragonfly Society. Приступљено 28. 5. 2011.